# Liturgia słowa
Liturgia słowa (łac. Liturgia verbi) – druga część mszy świętej, która następuje po obrzędach wstępnych, a przed liturgią eucharystyczną.

## Historia
Liturgia słowa pochodzi od starożytnej liturgii synagogalnej, podczas której Żydzi słuchali czytania z Prawa, następnie czytania Proroków, w których słuchali o Bożej obietnicy, że ześle Mesjasza, który uwolni ich z niewol i przywróci królestwo Izraela. Po tym przemawiający mógł wygłosić to, co w Kościele katolickim nazywa się homilią. Chrześcijanie zachowali tę dawną liturgie synagogalną z tą ważną różnicą, że głoszą iż Mesjasz już przyszedł. 
Tradycyjnie liturgia słowa zwana jest mszą katechumenów, jako że w starożytności w obrzędach chrześcijańskich aż do kazania mogli uczestniczyć wszyscy zainteresowani.

## Części liturgii słowa
Najważniejszymi elementami liturgii słowa są czytania Pisma świętego oraz Psalm responsoryjny.
Liturgia słowa składa się z poniższych elementów:
- Pierwsze czytanie
- Drugie czytanie (w niedziele, uroczystości oraz Wspomnienie Wszystkich Wiernych Zmarłych)
- Sekwencja (obowiązuje w Wielkanoc i Niedzielę Zesłania Ducha Św.; dozwolona w Oktawie Wielkanocy, Uroczystość Najświętszego Ciała i Krwi Chrystusa oraz Wspomnienie NMP Bolesnej)
- Werset przed Ewangelią wraz z aklamacją Alleluja (lub w Wielkim Poście, Wielkim Czwartku i Wielkim Piątku – „Chwała Tobie, Królu wieków” oraz „Chwała Tobie, Słowo Boże”)
- Ewangelia
- Homilia
- Credo – wyznanie wiary
- Modlitwa powszechna

Czytania mogą być zakończone homilią lub kazaniem. Liturgię słowa kończy modlitwa powszechna (tzw. oratio fidelium). W dni powszednie lekcja jest czytana ze Starego lub Nowego Testamentu, śpiewany jest psalm responsoryjny oraz czytana Ewangelia. W niedziele jedno czytanie jest ze Starego, a drugie z Nowego Testamentu, również śpiewany jest psalm responsoryjny i czytana Ewangelia. W niedziele okresu wielkanocnego oba czytania są z Nowego Testamentu.
W czasie liturgii słowa może być sprawowany m.in. sakrament chrztu lub bierzmowania.